# Atentados con bomba en Mogadiscio de octubre de 2022
El 29 de octubre de 2022, al menos 100 personas murieron y 300 resultaron heridas después de que dos coches bomba explotaran en Mogadiscio, Somalia, según el presidente Hassan Sheikh Mohamud, quien culpó a al-Shabaab.

## Trasfondo
Al-Shabaab es un grupo yihadista salafista somalí que comenzó su insurgencia en 2006. Con frecuencia llevan a cabo ataques en Somalia, y con menos frecuencia en Etiopía, Kenia y Uganda. En agosto de 2022, al-Shabaab atacó un hotel en Mogadiscio y mató a 21 personas. Posteriormente, el presidente Hassan Sheikh Mohamud dijo que libraría una guerra total contra al-Shabaab. El 23 de octubre de 2022, el grupo militante mató a ocho personas en un hotel en Kismaayo. Los atentados en Mogadiscio ocurrieron un día en que el presidente, el primer ministro y otros altos funcionarios discutían la lucha contra al-Shabaab y días después de que funcionarios somalíes anunciaran avances en su ofensiva de alto perfil contra los extremistas.

## Bombardeos
A las 14:00, la primera explosión golpeó el Ministerio de Educación del país, cerca del cruce de Zobe. El cruce ya había sido previamente bombardeado en octubre de 2017. La explosión fue seguida por una gran columna de humo. Una segunda explosión ocurrió minutos después cuando las ambulancias llegaron al lugar de la primera explosión. La segunda explosión ocurrió afuera de un restaurante del sector. Ambas explosiones destrozaron las ventanas de los edificios cercanos. Poco después de los atentados, se informó de disparos en el cercano Ministerio de Educación. Un trabajador de Aamin Ambulance dijo que la segunda explosión incendió las ambulancias mientras transportaban heridos. Un conductor y un socorrista resultaron heridos. Murieron muchos civiles en el transporte público. Al Hospital Medina llegaron al menos 30 cuerpos donde los familiares pudieron identificarlos. El Sindicato de Periodistas Somalíes dijo que un reportero de televisión estaba entre los muertos por la segunda explosión.Un reportero somalí de Voz de América y un reportero gráfico de Reuters resultaron heridos.

## Secuelas
Después de una visita a la zona afectada, Hassan Sheikh Mohamud dijo en un comunicado: "Nuestra gente que fue masacrada... incluía madres con sus hijos en brazos, padres que tenían condiciones médicas, estudiantes que fueron enviados a estudiar, empresarios que fueron luchando con la vida de sus familias". Aunque ninguna organización en ese momento admitió haber llevado a cabo los ataques, acusó a al-Shabaab, un grupo militante islamista que normalmente no se responsabiliza por los eventos con víctimas masivas, de ser responsable de los atentados. Pidió a la comunidad internacional suministros médicos y médicos, hizo un llamamiento al público para que donara sangre en los hospitales y prometió educación gratuita para los hijos de las víctimas y los niños de ataques anteriores de Al-Shabaab. También ordenó al gobierno que proporcione tratamiento médico de emergencia a los heridos.
El 1 de noviembre Al-Shabaab se atribuyó la responsabilidad del ataque y dijo que el ministerio de educación era una "base enemiga" que recibía apoyo de naciones no musulmanas. La organización atacó porque creía que a los niños somalíes se les estaba "enseñando con un plan de estudios educativo dirigido por cristianos".